# Wydrzyn (powiat łaski)
Wydrzyn – wieś w Polsce położona w województwie łódzkim, w powiecie łaskim, w gminie Łask.

## Historia
W latach 1975–1998 miejscowość należała administracyjnie do województwa sieradzkiego.
W 1943 Niemcy wprowadzili nazwę okupacyjną Wydschin. Mieszkańcy należą do Parafii Najświętszego Serca Jezusowego w Wiewiórczynie.

## Podział
Wydrzyn można podzielić na:
- Dolny
- Górny
- Stary
- Kolejowy